# Kirtorf
Kirtorf és un municipi situat en el districte de Vogelsberg, a l'estat federat de Hesse (Alemanya). La població estimada a finals de 2016 era de 3.213 habitants.
Està situat al centre de l'estat, molt a prop de la muntanya de Vogelsberg.